# Joachim Nagel

Joachim Nagel (2022)

Joachim Nagel (* 31. Mai 1966 in Karlsruhe) ist ein deutscher Volkswirt. Er ist seit dem 1. Januar 2022 Präsident der Deutschen Bundesbank.

## Leben
Nach dem Abitur am Otto-Hahn-Gymnasium Karlsruhe studierte Joachim Nagel Volkswirtschaftslehre an der Universität Karlsruhe (heute Karlsruher Institut für Technologie, KIT). Nach dem Studienabschluss 1991 war er dort Wissenschaftlicher Mitarbeiter am Lehrstuhl Geld und Währung, unterbrochen von einer Tätigkeit als Referent für Wirtschaft- und Finanzpolitik beim SPD-Parteivorstand in Bonn von März bis Oktober 1994. 1997 wurde er an der wirtschaftswissenschaftlichen Fakultät der Universität Karlsruhe zum Dr. rer. pol. promoviert. Im Jahr 1998 forschte er im Rahmen eines Forschungsprojekts der SEW-Eurodrive-Stiftung in Washington, D.C.
Im Jahr 1999 wechselte Nagel zur Bundesbank, zunächst als Leiter des Büros des Präsidenten der damaligen Landeszentralbank in Bremen, Niedersachsen und Sachsen-Anhalt in Hannover, Hans-Helmut Kotz. Seit 2003 arbeitete er in der Zentrale der Bundesbank in Frankfurt am Main. 2008 wurde er Leiter des Zentralbereichs Märkte. Im Dezember 2010 ersetzte er den zurückgetretenen Thilo Sarrazin im Vorstand der Deutschen Bundesbank, dem er bis zum 30. April 2016 angehörte.
Zum 1. November 2016 wurde er Generalbevollmächtigter der KfW Bankengruppe. Von 2017 bis 2020 gehörte Nagel dem Vorstand der KfW Bankengruppe an, in dem er das internationale Geschäft verantwortete. Zugleich war er Aufsichtsratsvorsitzender der KfW IPEX-Bank und Erster Stellvertretender Vorsitzender des Aufsichtsrats der DEG Deutschen Investitions- und Entwicklungsgesellschaft. Von 2018 bis 2020 gehörte er außerdem dem Aufsichtsrat der Deutschen Börse AG an.
Zum 1. November 2020 wurde Nagel Mitglied des Managements der Bank für Internationalen Zahlungsausgleich als stellvertretender Leiter des Bankbereichs. Am 20. Dezember 2021 wurde seine Nominierung als Nachfolger Jens Weidmanns in der Präsidentschaft der Deutschen Bundesbank bekannt. Im Januar 2022 wurde er vom Bundespräsidenten offiziell zum neuen Präsidenten der Bundesbank ernannt. Bei der Bank für Internationalen Zahlungsausgleich ist er weiterhin als Mitglied des Verwaltungsrates (Board of Directors) tätig.
Joachim Nagel ist getrennt lebend und hat zwei Kinder. Er ist Mitglied der SPD.